# Unión del Pueblo Salmantino
Unión del Pueblo Salmantino (UPSa), oficialmente Unión del Pueblo Salmantino-Ciudadanos por Salamanca, fue un partido político español, de ámbito de la provincia de Salamanca, fundado en 2002, que llegó a ser la tercera fuerza política de la provincia de Salamanca en cuanto a representación.

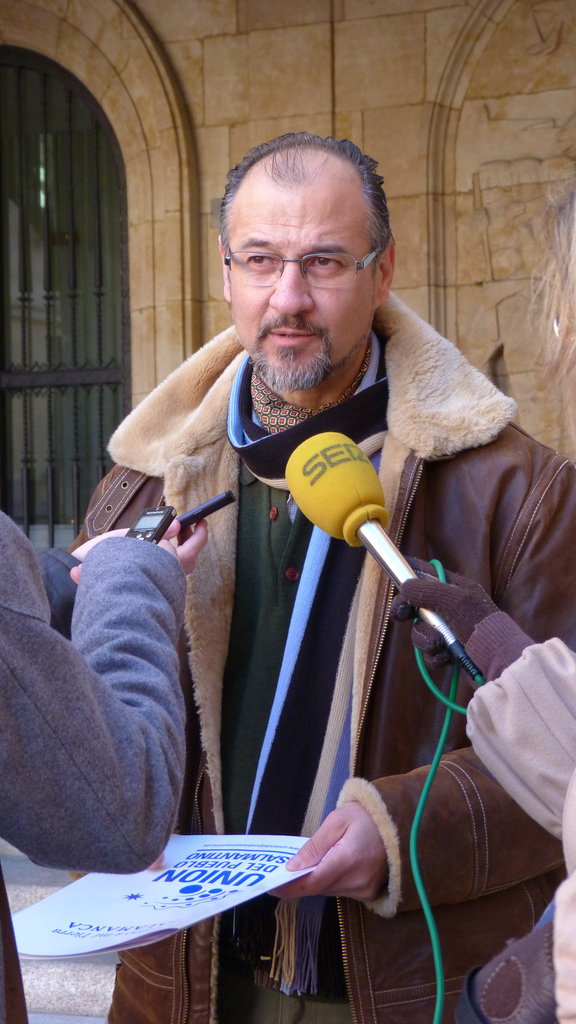
Luis Fuentes. Portavoz de Unión del Pueblo Salmantino.

Su fundador fue José María Moreno Balmisa, antiguo militante del CDS primero y del Partido Popular después, con el que sería diputado. En 1991, estuvo implicado en un presunto caso de fraude electoral por el que fue juzgado y declarado inocente por unanimidad de los magistrados del Tribunal.
Tenía comités en todas las comarcas de Salamanca y en muchos de sus pueblos y ciudades. En diciembre de 2005 algunos de los cargos y militantes de Unidad Regionalista de Castilla y León en Salamanca se integraron en la Unión del Pueblo Salmantino (UPS).
Suscribió en el 2006 un protocolo de colaboración con la Unión del Pueblo Leonés para todo aquello que afecte a ambas provincias, si bien no comparten ideología y fines, aunque sí el concepto de Salamanca como provincia "leonesa".
Hasta las elecciones municipales de 2007 tenía alcaldes en los municipios de Garcihernández, Valdecarros, Gomecello, Juzbado, Negrilla y Pastores.
En las elecciones municipales y autonómicas de dicho año presentó más de 160 candidaturas en la provincia de Salamanca, abarcando más del 80% de la población salmantina. Aspiraban a conseguir la ruptura del bipartidismo en Salamanca y a entrar con al menos un procurador en las Cortes de Castilla y León. Los resultados, sin embargo, fueron más modestos. En las autonómicas obtuvo 7.681 votos (3,69%), que no le dieron derecho a ningún procurador. En las municipales, sus resultados fueron mejores, obteniendo 10.179 votos y 85 concejales, con mayoría absoluta en seis municipios y relativa en 3 con alcaldías en: Aldeanueva de la Sierra, Ituero de Azaba, Miranda de Azán, Navalmoral de Béjar, Puente del Congosto, Serradilla del Arroyo, El Tornadizo y Torresmenudas. También se presentó a las elecciones europeas de 2009, en la coalición Libertas-Ciudadanos de España, junto con Ciudadanos-Partido de la Ciudadanía, Libertas y PSDE. La candidatura obtuvo 573 votos (un 0,37% de los votos a candidaturas en la provincia), siendo la sexta fuerza política en la provincia de Salamanca.
Se integró en la Coalición SI por Salamanca, junto a Democracia y Regeneración Política, Ciudadanos-Partido de la Ciudadanía de Salamanca y diversas asociaciones vecinales de la provincia de Salamanca para concurrir a las elecciones municipales y autonómicas de 2011 en las que consiguieron 69 concejales y cuatro alcaldías con mayoría absoluta. Confirmándose como tercera fuerza política de la provincia. Tras dichas elecciones la coalición fue disuelta.
En abril de 2013 Unión del Pueblo Salmantino se incorporó en la Confederación de Agrupaciones Políticas Independientes (CAPI).
Unión del Pueblo Salmantino se disolvió en junio de 2014, decisión tomada en el último congreso de la formación salmantina, no sin voces discordantes que protestaron por la desaparición de estas siglas, aunque finalmente se logró la unanimidad y supuso el punto final de una formación que había nacido doce años atrás. Una parte de sus afiliados pasaron a formar parte de Ciudadanos-Partido de la Ciudadanía.

## Resultados electorales
| Municipales de 2003 | 7.410  | 3,44% | 58 |
| Municipales de 2007 | 10.179 | 4,85% | 85 |
| Municipales de 2011 | 6.836  | 3,41% | 69 |